# Туре, Вьё Фарка
Бурейма «Вьё» Фарка Туре (фр. Vieux Farka Touré; 1981) — малийский гитарист, сын обладателя премии Грэмми Али Фарка Туре. Участник церемонии открытия Чемпионата мира по футболу 2010. 
Участник израильско-малийской музыкальной группы The Touré-Raichel Collective, в которую помимо Туре входят израильский певец Идан Райхель, израильский басист Йоси Файн и малийский музыкант Кейн Сулейман. 
Получил прозвище «Хендрикс Сахары».

## Биография
Вьё Фарка Туре́ родился 24 июля 1981 года в городе Нионоколо, расположенном в регионе Сегу, Мали. Он является сыном легендарного малийского музыканта Али Фарка Туре и его первой жены. Али Фарка Туре, известный как "Король Джембе", был известным в мире музыкантом, играющим на джембе (традиционном африканском ударном инструменте) и певцом.
В детстве Вьё Фарка Туре часто сопровождал своего отца на его музыкальных выступлениях. Он рос в музыкальной атмосфере, где вокруг него всегда звучала музыка и где он мог наблюдать талант и страсть своего отца к музыке. Он был окружен различными музыкальными влияниями, что впоследствии сказалось на его собственном музыкальном стиле.
Помимо отца, Вьё Фарка Туре имеет и других родственников, которые также являются известными музыкантами. Его полубрат Сейка Фарка Туре – талантливый музыкант, играющий на бас-гитаре. Также у него есть двоюродный брат Махамаду Туре, известный как Махамаду Джеллоу, который является гитаристом и певцом.
Вьё Фарка Туре начал играть на гитаре в юном возрасте и вскоре проявил свой уникальный талант и стиль игры. Он получал классическое музыкальное образование в Институте искусств в Бамако, где его музыкальные навыки и креативность продолжали развиваться.
В 2005 году Вьё Фарка Туре выпустил свой дебютный альбом, который получил широкое признание как в Мали, так и за ее пределами. С тех пор он выпустил несколько успешных альбомов и сотрудничал с другими известными музыкантами.
Музыка Вьё Фарка Туре объединяет различные стили и влияния, включая традиционную мали

## The Touré-Raichel Collective
Случайная встреча на аэропорту в Германии с израильским певцом и композитором Иданом Райхелем привела к неожиданной встрече в небольшой студии в Тель-Авиве в ноябре 2010 года. 
Вместе с израильским бас-гитаристом Йосси Файном и малийским музыкантом, играющим на калабаше, Сулейманом Кане, эта записывающая сессия – акустическая, спонтанная и полностью импровизированная – привела к рождению группы "The Touré-Raichel Collective". 
Дебютный альбом коллектива, "The Tel Aviv Session", был выпущен лейблом Cumbancha 27 марта 2012 года. 
The Touré-Raichel Collective завершили тур по Северной Америке весной 2012 года и европейские туры осенью 2012 и весной 2013 года. 
В 2014 году дуэт выпустил второй альбом, "The Paris Session", о котором газета The New York Times отмечает, что он "содержит треки на разных языках, от исполнения молитвы на иврите до любовных песен на бамбара, французском и сонгайском (все языки, используемые в Мали)".

## Дискография
- Vieux Farka Touré (2007)
- Vieux Farka Touré Remixed: UFOs Over Bamako (2008)
- Fondo (2009)
- LIVE (2010)
- The Secret (2011)
- Mon Pays (2013)
- Touristes, совместно с Джулией Истерлин (2015)
- Samba (2017)
- Les Racines (2022)
- Ali (вместе с Khruangbin) (2022)

### В составе группы The Touré-Raichel Collective
- The Tel Aviv Session (2012)
- The Paris Session (2014)